# L'Envers de l'écran
L'Envers de l'écran est une émission de télévision sur le cinéma belge présentée par Philippe Reynaert et diffusée sur la Deux

## Principe de l'émission
L'émission consiste à inviter une fois par mois un artiste de la Communauté française de Belgique qui s'est illustré dans le milieu cinématographique.
L'invité et le présentateur sont assis chacun dans un fauteuil rouge entouré de rouleaux de film et faisant face au public. Philippe Reynaert retrace la carrière de l'invité par des moments forts, des extraits, des anecdotes, des questions pointues tout cela dans une atmosphère conviviale. 